# Valle de Turicachi
El Valle de Turicachi o Teuricachi (Nombrado con anterioridad como Valle de Santa Rosa de Corodéhuachi) se encuentra en el norte del estado de Sonora en la región noroeste de México, se extiende por el norte, centro y sur del territorio del Municipio de Fronteras, entre las serranías de la Sierra Los Ajos y la Sierra Fronteras. Su nombre proviene por la localidad de Turicachi, que significa "Lugar de piedra bola" ó también "Lugar bonito" en el idioma ópata.En él encontramos pequeñas  localidades denominadas Turicachi y Cuquiarachi y Corodehuachi.

## Historia
En la época precolombina la zona del valle era habitada por varias tribus indígenas como los ópatas y apaches, en el territorio sur y norte de éste respectivamente. Fue hasta el año de 1645 aproximadamente que hubo intervención de los colonizadores y misioneros europeos, quienes llegaron a la zona para evangelizar a los nativos y así avanzar con la colonización de la Nueva España. Ese año se fundó el pueblo de misión de Santa Rosa de Corodéhuachi, situado en el centro del valle. Después, en el año 1653 el misionero Juan Martín Bernal fundó la misión de Nuestra Señora de Guadalupe de Teuricachi en el sur del valle.Un año después, en 1654 el misionero Marcos de Río fundó la misión de Cuquiárachi situada en la zona central del valle.
Los conflictos entre las distintas tribus cercanas al valle, hacían difícil la labor de los españoles de someter a los nativos, por lo que en 1690 se fundó en la misión de Santa Rosa un presidio militar llamado Real Presidio de Fronteras de los Apaches, para que se combata en los conflictos indígenas y lograr su sometimiento.

## Geografía
Se encuentra entre los paralelos 30°31' y 31°08' de latitud norte y los meridianos 109°19' y 110°03' de longitud oeste del meridiano de Greenwich, colinda al norte con los territorios de los municipios de Naco y Agua Prieta y al sur con el de Nacozari de García, al este con la Sierra Los Ajos y el Cerro La Nevada y al oeste con las sierras Fronteras y Basomar. El río Fronteras cruza por el centro del valle entrando por el norte del territorio proveniente de la Sierra Caloso en el municipio de Agua Prieta naciendo de este río algunos arroyos y ríos menores como: La Sinaloa, Los Gatos, El Saucito, Baltasar, Cuquiárachic, Buenavista, La Sandía, El Potrerón, El Coyote, Los Alisos, El Pedregal. La presa Jacinto López se encuentra en la desembocadura del río Cuquiárachic, en el centro del valle. La represa El Borbollón es atravesada por el arroyo La Sandía también en el centro del valle.
El clima es predominado por el seco desde el centro hasta el norte del territorio, y el templado se encuentra en el territorio centro hasta el sur. La vegetación en su mayoría son matorrales y pastizales.